# Olivia Cole
Olivia Carlena Cole (Memphis, 26 de novembro de 1942 - San Miguel de Allende, 19 de janeiro de 2018) foi uma atriz norte-americana. Foi a primeira afro-americana a ganhar um Emmy na categoria "Melhor Atriz Coadjuvante".
Seus principais trabalhou foram: Guiding Light, Guiding Light, Some Kind of Hero, Murder, She Wrote, First Sunday. Mas foi na minissérie Raízes que ganhou o Emmy, em 1977, e entrou para a história.
Também foi indicada ao Emmy do Primetime de melhor atriz em minissérie ou telefilme de 1979, pela atuação em "Backstairs at the White House".